# Кабул
Вижте пояснителната страница за други значения на Кабул.
Кабул (на персийски: کابل Kābul; /kɑː'bol/) (на пущунски: کابل /kɑbəl/) е столицата на Афганистан.
Той е най-големият град в страната, с население около 4,6 милиона души. Точният брой на живеещите в града не може да бъде определен, но общото население на провинция Кабул е в порядъка 3,5 – 5 милиона души. Градът е икономическият и културен център на страната. Разположен е на 1790 метра надморска височина, в тясна долина, обградена от възвишенията на Хиндукуш и течението на река Кабул. Чрез огромна кръгова магистрала, която се простира в цялата страна, столичният град е свързан с Ганзи, Кандахар, Херат и Мазари Шариф. Шосета свързват Кабул и с Пакистан на изток и югоизток и Таджикистан на север.
Основното производство в Кабул се концентрира около оръжейната индустрия, облеклото, мебелната промишленост и отглеждането на захарно цвекло, но от 1978 г. насам Афганистан е в почти непрестанно военно положение, което е свило икономиката до минимум.
Историята на Кабул се простира в над 3000 години, и заради стратегическото си положение като част от търговските пътища в Южна и Централна Азия за влиянието над града са се водили много битки. През 1504 г. Бабур завладява Кабул и го използва като свой център за действия до 1526 г., подготвяйки своя план за завладяването на Индия. През 1776 г. Тимур Шах Дурани обявява Кабул за столица на съвременен Афганистан. След инвазията на Съветските войски през 80-те градът е сцена на усилени военни действия и постоянна битка със съпротивата.

## История

### Начало
Предполага се, че Кабул е създаден между 2000 и 1500 г. пр. Хр. В Риг-веда (написана между 1700 – 1100 пр. Хр.) се споменава думата Kubhā, която най-вероятно се отнася за река Кабул. Птолемей използва името Кабура, което се свързва със селище, създадено от ахеменидите около 400 г. пр. Хр. Александър Македонски завладява Кабул по времето на похода му срещу Персийската империя. По-късно градът влиза в пределите на Селевкидската империя, преди да стане част от Маурийската империя. Близо до Кабул бактрите създават град Паропамисаде, който неколкократно минава под властта на маури и бактри.
В началото на 2 век пр. Хр. Гръко-бактрийското царство превзема Кабул, който по това време е под маурийска власт. Към средата на 2 в. пр. Хр. градът става част от Индо-гръцкото царство. Към средата на 1 в. пр. Хр. индо-скитите прокуждат индо-гърците, но един век по-късно губят града след победата на Кушанската империя. Кабул остава под кушанска власт до 3 в. сл. Хр. и е една от двете столици на кушаните. Около 230 г. сл. Хр. кушаните са победени от Сасанидската империя и са изместени от сасанидски васали, познати като кушаншани или индо-сасаниди. През 420 г. кушаншаните са прокудени от Афганистан от кидаритите, които към 460 г. са изместени от ефталитите. През 565 г. ефталитите са победени от коалиралите се тюрско-персийски войски, а после става част от шахийската държава Каприса, която се задържа още около век.

### Средни векове
През 674 г. ислямската инвазия достига територията на съвременен Афганистан. През 871 г. въпреки героичната съпротива от страна на хиндушахите Кабул е завладян и Я'куб бин Лаит ас-Сафар не налага исляма в Кабулистан. През следващите векове градът многократно е завладяван от различни нашественици: саманиди, газнавиди, гориди, тимуриди, моголи, дурани и баракзаи.
През 1220 г. ордите на Чингиз Хан достигат пределите на Афганистан и много бързо цялата съвременна територия на държавата минава под монголски контрол. Предполага се, че скоро след това градът започва да се нарича Кабул. За това свидетелстват пътеписите на мароканския пътешественик Ибн Батута, който посещава Кабул през 1333 г. и пише:
| “ | „Продължихме пътуването си към Кабул, някога голям град, чиито руини сега са заети от село, населено от персийското племе наречено афгани.“ | ” |

През втората половина на 14 век Кабул се развива като търговски център под управлението на Тимур, който сключва брак със сестрата на управника на града по това време. Но с отслабването на властта на Тимуридската династия, през 1504 г. градът е завладян от Бабур и е обявен за столица на неговите владения.

### Нова история
Персийският шах Надир атакува и завладява Кабул през 1738 г., но девет години по-късно е убит. Ахмад Шах Дурани, афганистански военен командир и личен телоохранител на Надир, заема трона през 1747 г. и налага пущунска власт и доразширява новата си Афганистанска империя. Неговият син Тимур Шах Дурани, след като наследява властта, премества столицата от Кандахар в Кабул през 1776 г. През 1793 г. Тимур Шах умира и е наследен от сина си Заман Шах Дурани.
През 1826 г. Дост Мохамед Хан предявява претенции върху кралството, но през 1839 г. то му е отнето от Британско-индийската армия, която поставя на негово място непопулярния сред народа Шах Шуджа, който е политическа марионетка. Местно въстание от 1841 г. става причина за загубата на британската мисия в Афганистан и последвалото клане на Елфинстонската армия, в което около 16 000 души, включително и цивилни, намират смъртта си при отстъплението си от Кабул към Джелалабад. Година по-късно британците се завръщат, плячкосвайки крепостта Бала Хисар като отмъщение преди да се приберат обратно в Индия. Впоследствие Дост Мохамед се завръща на трона.
Британците отново атакуват Кабул през 1878 г., когато той е под управлението на Шер Али Хан, но британското население е отново избито. На следващата година британците отново нападат града, предвождани от генерал Фредерик Робъртс, частично унищожавайки Бала Хисар, но след това напускат, оставяйки кралството да управлява Амир Абдур Рахман.
В началото на 20 век крал Аманула Хан заема властта и прави редица реформи, сред които електрифицирането на града и създаването на училища за момичета. През 1919 г., след Третата Англо-Афганистанка война, Аманула обявява независимостта на страната от външни намеси в джамията Еиджах. През 1929 г. Аманула Хан напуска Кабул заради местно въстания и брат му Надер Хан поема контрол. През 1933 г. крал Надер Хан е убит и престолът е зает от 19-годишния му син Захир Шах, който е и най-дълго задържалият се крал на Афганистан.
В началото на 30-те години отваря врати Кабулският университет, а през 40-те Кабул започва бързо да се развива като индустриален център. През 50-те улиците започват да се павират. Десетилетие по-късно Кабул активно се развива като космополитен град, пример за което е построяването на първия за Централна Азия магазин от веригата „Marks and Spencer“. Националната зоологическа градина е открита през 1967 г. и е поддържана с помощта на германски зоолози.

### Размирни години
На 24 декември 1979 г. Съветските военни сили нахлуват в Афганистан и Червената армия окупира столицата. Те превръщат града в команден център на действията си по време на 10-годишния конфликт между подкрепяното от СССР местно правителство и бунтовниците муджахидини. На 30 януари 1989 г. посолството на САЩ в Кабул е затворено. През 1992 г. градът попада в ръцете на местните военни след краха на прокомунистическото правителство на Мохамед Наджибула. По време на разцеплението на силите във враждуващи фракции градът търпи сериозни поражения.
През 1993 г. електричеството и течащата вода са напълно прекъснати. По това време военните сили на Бурханудин Рабани, оглавяващ Джамиат-и-Ислами, поемат контрол над града, но фракцията на номиналния министър-председател Гулбудин Хекматяр Хезб-и-Ислами започва постепенно отцепване на райони от града, което продължава до 1996 г. Кабул е раздробен на зони, в които се води ожесточена борба между Джамиат-и-Ислами, Адбул Рашид Достум и политическата фракция Хезбе Уахдат. Жертвите сред мирното население са десетки хиляди, а мнозина напускат града. По данни на Обединените нации около 90% от всички сгради в Кабул са разрушени по време на тези тежки размирици.
На 26 септември 1996 г. Кабул е окончателно завзет от талибаните, които публично линчуват и екзекутират бившия президент Наджибула и неговия брат. С окупирането на столицата талибаните слагат край на битките между враждуващите групи. Бурханудин Рабани, Гулбудин Хекматяр, Абдул Рашид Достум, Ахмед Шах Масуд, всички водачи на различни фракции, избягват от града.
Почти пет години след началото на талибанския режим, през октомври 2001 г., от САЩ нахлуват в Афганистан. През следващите месеци талибаните напускат Кабул след интензивните бомбардировки над града от страна на северноамериканските военновъздушни сили. Същевременно Афганистанският Северен Алианс (бивши муджахидини) постепенно възвръща контрол над града. На 20 декември 2001 г. Кабул става столица на Афганистанската преходна администрация, която се трансформира в сегашното афганистанско правителство. То се ръководи от Хамид Карзай, който от своя страна е подкрепян от САЩ.

## Климат
Кабул има полупустинен климат с концентрация на валежите през зимата (под формата на сняг) и през пролетните месеци. Летата траят от юни до септември, като най-високите температури не надвишат 30°-35°, а влага е изключително ниска. Есенните месеци са октомври и ноември и температурните максимуми тогава са в порядъка 15°-28° без съществени валежи. Зимите са сурови, снежни и дълги и траят от декември до март. Пролетта в Кабул настъпва в края на март, когато е и най-влажният период в годината със средни валежи от 68 – 72 mm/m2.

## Администрация
Град Кабул е един от 15-те окръга в провинция Кабул, а от своя страна столицата е разделена на 18 сектора. Всеки сектор включва по няколко квартала. През 2005 г. броят на секторите е увеличен от 11 на 18.
За разлика от повечето градове, в Кабул има два отделни ръководителни съвета: областен и общински. Областният управител, който е и губернатор на провинцията, се назначава от Министерството на вътрешните работи и отговаря за административните и официалните проблеми в цялата провинция. Кметът на Кабул се избира пряко от президента на Афганистан и отговаря за градоустройствените въпроси.
Полицията и службите за сигурност спадат към областната управа и са под прякото подчинение на Министерството на вътрешните работи. Шефът на полицията се избира от Министъра на външните работи и отговаря за сигурността и спазването на закона на територията на Кабул.
Сектори в Кабул
- - Шахри Нау (Новият град)
  - Уазир Акбар Хан
  - Макро Рианс (1, 2, 3 и 4)
  - Хаир Хана (1, 2 и 3)
  - Дащи Барши
  - Картей Сахи
  - Калай Уазир
  - Хушхал Хан
  - Афшар
  - Клола Пуща и Таймани
  - Картей Паруан
  - Картей Нау (Новият квартал)
  - Картей (3 & 4)
  - Дарул-Аман
  - Шехстуун
  - Шендауол
  - Шахри Кохна (Старият град)
  - Дех Бури
  - Биби Махруу

## Население
Към 1 януари 2009 г. населението на Кабул е 3 536 300 души. То отразява мултиетническата, мултикултурната и мултирелигиозната същност на Афганистан. За момента не съществува официална държавна информация относно точната етническа структура на столичния град. Въпреки това персийски говорещите са реалното мнозинство в Кабул, като сунитите таджики съставляват 45% от населението, превръщайки ги в най-голямата етническа група. Шиитите хазари са с дял от 25% и са втори по многобройност. Пущуните, също сунити, са най-важната и най-силната малцинствена група заради силното им присъствие в афганистанския политически живот и военна структура. В Кабул има и сравнително големи малцинствени групи от узбеки и туркмени. В града живеят големи общности на белуджи, пущуни, афгански сикхи и афгански индуси.

## Транспорт
Национално летище Кабул служи като основен въздухоплавателен център в Афганистан. Летището е дом на националния афганистански авиопревозвач Ариана, както и на Кам Еър, Памир Еъруейс и Сафи Еъруейс. Страната има въздушен обмен с Пакистан, Иран, Индия и още няколко държави, които осъществяват полети до Кабул. Нов международен терминал, построен от японското правителство, е пуснат в експлоатация през 2008 г. Той е първият от три терминала, които предстоят да бъдат построени след увеличаване на въздушния трафик в страната. Повечето пътници пристигат в Кабул с връзка през Дубай. Международното летище в Кабул служи и като база на Афганистанските военновъздушни сили. НАТО също използва летището, въпреки че по-голямата му дейност е базирана в базата в Баграм, северно от Кабул.
Столичният град се свързва с по-голямата част от страната чрез автобусни превози. В града има обществени автобуси, които обслужват повече градски и извънградски маршрути. В движение има около 800 автобуса, но се очаква постепенно увеличаване на броя им. Планира се подновяването на тролейбусния транспорт, който е прекъснат след инвазията на Червената армия в края на 70-те. Освен от автобуси Кабул се обслужва и от таксита, които грубо представляват една трета от всички автомобили в града. Броят на частните автомобили постепенно се увеличава, а в града има представителства на Ленд Роувър, БМВ, Тойота, Нисан и Хюндай. С подобряването на пътната инфраструктура все повече афганистанци купуват автомобили. Газстанциите и бензиностанциите се държат изцяло от частни търговци, които изкупуват горивата от Иран. Най-широко разпространеният транспорт все още остава велосипедът.